# Ruta 215 (Costa Rica)
La Ruta 215, oficialmente Ruta Nacional Secundaria 215, es una ruta nacional de Costa Rica ubicada en la provincia de San José.

## Descripción
En la provincia de San José, la ruta atraviesa el cantón de San José (los distritos de Hospital, Catedral, Zapote), el cantón de Curridabat (el distrito de Curridabat). Esta inconclusa debido a que una parte del proyecto no se ha ejecutado.